# Abierto Mexicano Telcel 2018
Mexican Open 2018 — професійний тенісний турнір, що проходив на відкритих кортах з твердим покриттям Princess Mundo Imperial в Акапулько (Мексика). Це був 25-й за ліком турнір серед чоловіків і 18-й — серед жінок, що проходив у рамках Туру ATP 2018 і Туру WTA 2018. Тривав з 26 лютого до 3 березня 2018 року.

## Призові очки і гроші

### Розподіл очок
| Дисципліна                 | П   | Ф   | ПФ  | ЧФ | 1/8 | 1/16 | Q   | Q2  | Q1  |
| Одиночний розряд, чоловіки | 500 | 300 | 180 | 90 | 45  | 0    | 20  | 10  | 0   |
| Парний розряд, чоловіки    | 500 | 300 | 180 | 90 | 0   | Н/Д  | 45  | 25  | 0   |
| Одиночний розряд, жінки    | 280 | 180 | 110 | 60 | 30  | 1    | 18  | 12  | 1   |
| Парний розряд, жінки       | 280 | 180 | 110 | 60 | 1   | Н/Д  | Н/Д | Н/Д | Н/Д |

### Розподіл призових грошей
| Дисципліна                 | П        | Ф        | ПФ      | ЧФ      | 1/8     | 1/161   | Q2     | Q1     |
| Одиночний розряд, чоловіки | $354,130 | $173,610 | $87,360 | $44,420 | $23,070 | $12,170 | $2,690 | $1,375 |
| Парний розряд, чоловіки *  | $106,620 | $52,200  | $26,180 | $13,440 | $6,950  | Н/Д     | Н/Д    | Н/Д    |
| Одиночний розряд, жінки    | $43,000  | $21,400  | $11,500 | $6,175  | $3,400  | $2,100  | $1,020 | $600   |
| Парний розряд, жінки *     | $12,300  | $6,400   | $3,435  | $1,820  | $960    | Н/Д     | Н/Д    | Н/Д    |

1 Кваліфаєри отримують і призові гроші 1/16 фіналу

* на пару

## Учасники основної сітки

### Сіяні учасники
| Країна    | Гравець                | Рейтинг1 | Сіяна |
| --------- | ---------------------- | -------- | ----- |
| Іспанія   | Рафаель Надаль         | 2        | 1     |
| Німеччина | Олександр Звєрєв       | 5        | 2     |
| Австрія   | Домінік Тім            | 6        | 3     |
| США       | Джек Сок               | 8        | 4     |
| ПАР       | Кевін Андерсон         | 9        | 5     |
| Аргентина | Хуан Мартін дель Потро | 10       | 6     |
| США       | Сем Кверрі             | 12       | 7     |
| США       | Джон Ізнер             | 18       | 8     |

- 1 Рейтинг подано станом на 19 лютого 2018.

### Інші учасники
Нижче наведено учасників, які отримали вайлд-кард на участь в основній сітці:
- Lucas Gómez
- Танасі Коккінакіс
- Джек Сок

Нижче наведено гравців, які пробились в основну сітку через стадію кваліфікації:
- Річардас Беранкіс
- Олександр Бублик
- Ернесто Ескобедо
- Cameron Norrie

Такі тенісисти потрапили в основну сітку як Щасливі лузери:
- Таро Даніель
- Маккензі Макдоналд

### Відмовились від участі
До початку турніру
- Марин Чилич → його замінив  Дональд Янг
- Олександр Долгополов → його замінив  Ніколоз Басілашвілі
- Стів Джонсон → його замінив  Маккензі Макдоналд
- Нік Киріос → його замінив  Петер Гойовчик
- Рафаель Надаль → його замінив  Таро Даніель

### Знялись
- Ніколоз Басілашвілі

## Учасники основної сітки в парному розряді

### Сіяні
| Країна          | Гравець       | Країна   | Гравець      | Рейтинг1 | Сіяний |
| --------------- | ------------- | -------- | ------------ | -------- | ------ |
| Польща          | Лукаш Кубот   | Бразилія | Марсело Мело | 2        | 1      |
| Австрія         | Олівер Марах  | Хорватія | Мате Павич   | 11       | 2      |
| Велика Британія | Джеймі Маррей | Бразилія | Бруно Соарес | 17       | 3      |
| США             | Боб Браян     | США      | Майк Браян   | 28       | 4      |

- 1 Рейтинг подано станом на 19 лютого 2018.

### Інші учасники
Нижче наведено пари, які отримали вайлдкард на участь в основній сітці:
- Marcelo Arévalo /  Мігель Ангел Реєс-Варела
- Давід Марреро /  Фернандо Вердаско

Нижче наведено пари, що пробились в основну сітку через стадію кваліфікації:
- Раду Албот /  Ніколоз Басілашвілі

Пари, що потрапили в основну сітку як щасливі лузери:
- Макс Мирний /  Філіпп Освальд

### Знялись з турніру
До початку турніру
- Марсело Мело

## Учасниці основної сітки

### Сіяні учасниці
| Країна    | Гравчиня            | Рейтинг1 | Сіяна |
| --------- | ------------------- | -------- | ----- |
| США       | Слоун Стівенс       | 13       | 1     |
| Франція   | Крістіна Младенович | 14       | 2     |
| Австралія | Дарія Гаврилова     | 26       | 3     |
| КНР       | Ч Шуай              | 34       | 4     |
| Румунія   | Ірина-Камелія Бегу  | 38       | 5     |
| Франція   | Алізе Корне         | 40       | 6     |
| Україна   | Леся Цуренко        | 42       | 7     |
| Німеччина | Татьяна Марія       | 57       | 8     |

- 1 Рейтинг подано станом на 19 лютого 2018.

### Інші учасниці
Нижче наведено учасниць, які отримали вайлд-кард на участь в основній сітці:
- Кейла Дей
- Дарія Гаврилова
- Рената Сарасуа

Нижче наведено гравчинь, які пробились в основну сітку через стадію кваліфікації:
- Яна Фетт
- Амандін Есс
- Джасмін Паоліні
- Ребекка Петерсон
- Аранча Рус
- Даяна Ястремська

### Відмовились від участі
До початку турніру
- Мона Бартель → її замінила  Лара Арруабаррена
- Кірстен Фліпкенс → її замінила  Медісон Бренгл
- Кая Канепі → її замінила  Стефані Фегеле

### Знялись
- Катерина Козлова
- Даяна Ястремська

## Учасниці основної сітки в парному розряді

### Сіяні пари
| Країна          | Гравчиня          | Країна    | Гравчиня                     | Рейтинг1 | Сіяна |
| --------------- | ----------------- | --------- | ---------------------------- | -------- | ----- |
| Велика Британія | Анна Сміт         | Чехія     | Рената Ворачова              | 82       | 1     |
| Австралія       | Монік Адамчак     | Росія     | Дзаламідзе Натела Георгіївна | 118      | 2     |
| Росія           | Алла Кудрявцева   | Австралія | Родіонова Аріна Іванівна     | 136      | 3     |
| Іспанія         | Лара Арруабаррена | Іспанія   | Аранча Парра Сантонха        | 141      | 4     |

- 1 Рейтинг подано станом на 19 лютого 2018.

### Інші учасниці
Нижче наведено пари, які отримали вайлдкард на участь в основній сітці:
- Ана Софія Санчес /  Рената Сарасуа

Наведені нижче пари отримали місце як заміна:
- Крістина Плішкова /  Стефані Фегеле

### Знялись з турніру
До початку турніру
- Бібіана Схофс

## Переможці та фіналісти

### Чоловіки. Одиночний розряд
- Хуан Мартін дель Потро —  Кевін Андерсон, 6–4, 6–4.

### Одиночний розряд. Жінки
- Леся Цуренко —  Стефані Фегеле, 5–7, 7–6(7–2), 6–2.

### Парний розряд. Чоловіки
- Джеймі Маррей /  Бруно Соарес —  Боб Браян /  Майк Браян, 7–6(7–4), 7–5.

### Парний розряд. Жінки
- Татьяна Марія /  Гезер Вотсон —  Кейтлін Крістіан /  Сабріна Сантамарія, 7–5, 2–6, [10–2].